# Handen aan de Couveuse
Handen aan de Couveuse is een Nederlands televisieprogramma dat wordt uitgezonden door de Evangelische Omroep op NPO 1. Deze documentaire draait om te vroeg geboren of ernstig zieke baby's op de kliniek neonatologie intensive care van het Erasmus MC Sophia Kinderziekenhuis te Rotterdam. Het programma wordt gepresenteerd door Anne-Mar Zwart.

## Het programma
In deze documentaireserie staan baby's centraal die te vroeg geboren zijn en/of waarbij ernstige complicaties zijn opgetreden. Anne-Mar Zwart loopt mee met het zorgpersoneel en de ouders die hun weg moeten vinden in de penibele medische situatie van deze kinderen. Naast de pasgeboren baby's worden ook vroeggeboren kinderen gevolgd die al wat ouder zijn, maar nog geregeld op controle in het ziekenhuis komen. Het eerste seizoen van het programma werd onder strenge veiligheidsmaatregelen opgenomen tijdens de coronapandemie. Naast de presentatrice was er toen slechts een camerabediende ter plaatse.
Naast het televisieprogramma verscheen de online serie Medische handen aan de couveuse, waarin de zorgverleners uit het tv-programma worden geïnterviewd en dieper ingaan op hun werk. Het is een aparte serie op NPO Start.